# Kerim Zengin
Kerim Zengin (né le 13 avril 1985 à Mersin en Turquie) est un ancien footballeur turc.

## Biographie
Lors de son premier match pour Istanbul Büyükşehir Belediyespor, il a marqué contre l'équipe qui l'a prêté (Fenerbahçe). Il peut également jouer en tant qu'ailier droit. Il est l'un des joueurs favoris de Zico.